# Chiesa di Sant'Anna (Sorso)
La chiesa di Sant'Anna è un edificio religioso situato a Sorso, centro abitato della Sardegna nord-occidentale. Consacrata al culto cattolico, fa parte della parrocchia di San Pantaleo, arcidiocesi di Sassari.

Edificata nel secolo XVII presenta un'aula monovanata sulla quale si affacciano alcune cappelle laterali. Ha copertura a botte e custodisce un pregevole altare policromo in legno intagliato di forme barocche.